# Round the Island Race

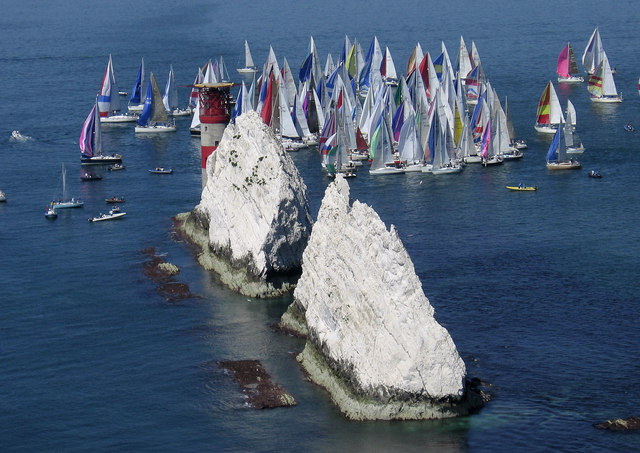
Teilnehmer des Round the Island Race runden die Bahnmarke Needles Lighthouse, 2006

Das Round the Island Race ist ein Yacht-Rennen seit 1931 rund um die Isle of Wight (linksherum) an der Südküste Englands. Das Rennen beginnt und endet in Cowes und wird vom Island Sailing Club (ISC) organisiert. Es findet normalerweise jedes Jahr etwa im Juni statt.

## Kursverlauf

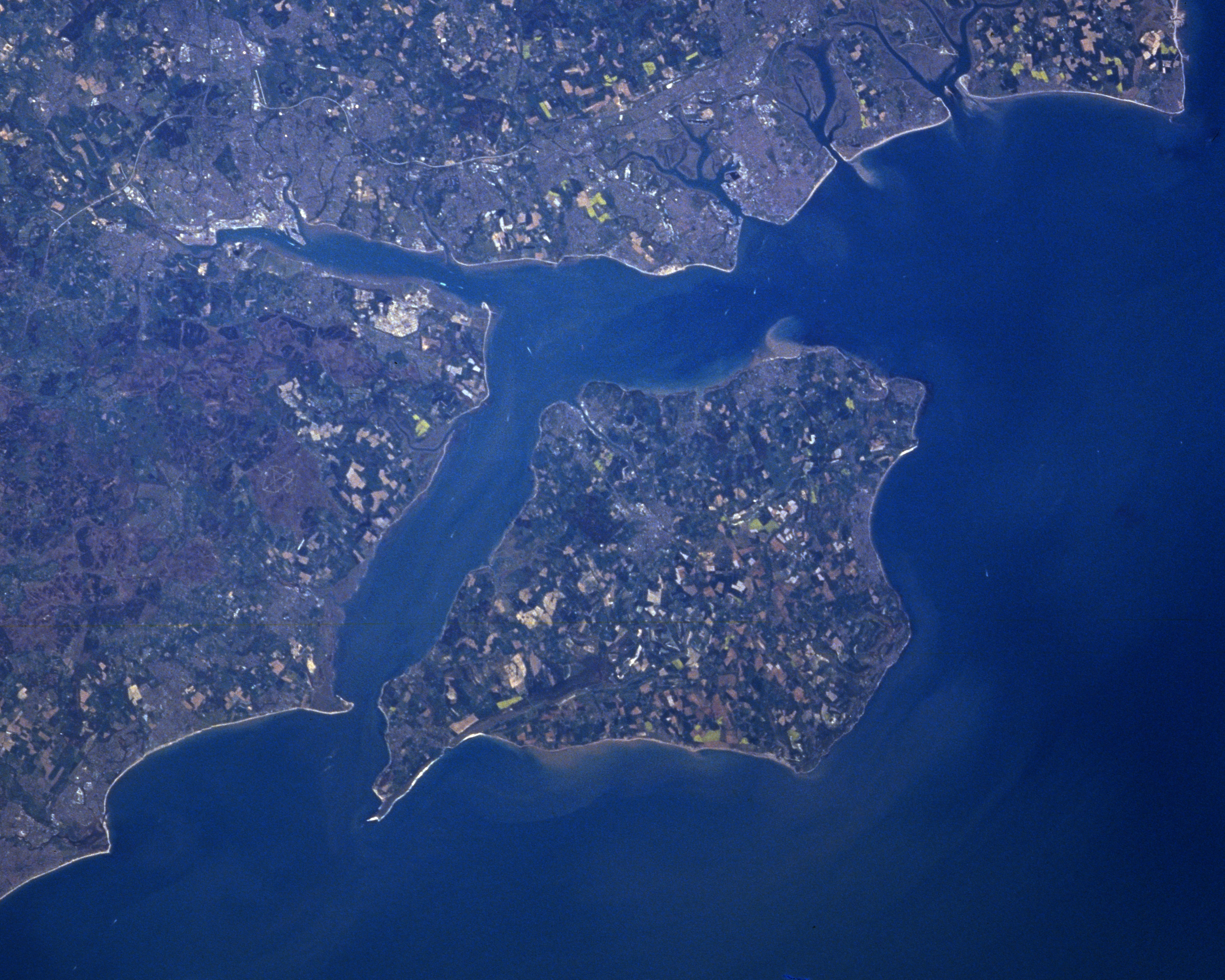
Der Regatta-Kurs verläuft rund um die Isle of Wight.

Der Kurs verläuft rund um die Isle of Wight und hat eine Gesamtdistanz von 50,1 Seemeilen (92,785 km). Es wird gestartet beim Royal Yacht Squadron in Cowes. Die Yachten segeln in westlicher Richtung durch den Solent und runden die Bahnmarke beim Needles Lighthouse, dem westlichsten Punkt der Isle of Wight Richtung Südküste. Sie müssen auf dem Rückweg zum Ziel in Cowes im Solent, 2,2 Kilometer vor der Küste der Isle of Wight, die Bahnmarke No Man’s Land Fort an Backbord (linke Schiffsseite) lassen.
Das Rennen wird im Allgemeinen an einem Samstag im Juni mit den günstigsten Gezeiten veranstaltet. Ein Termin Ende Mai oder Anfang Juli kommt auch in Betracht, wenn es im Juni keinen geeigneten Termin gibt.

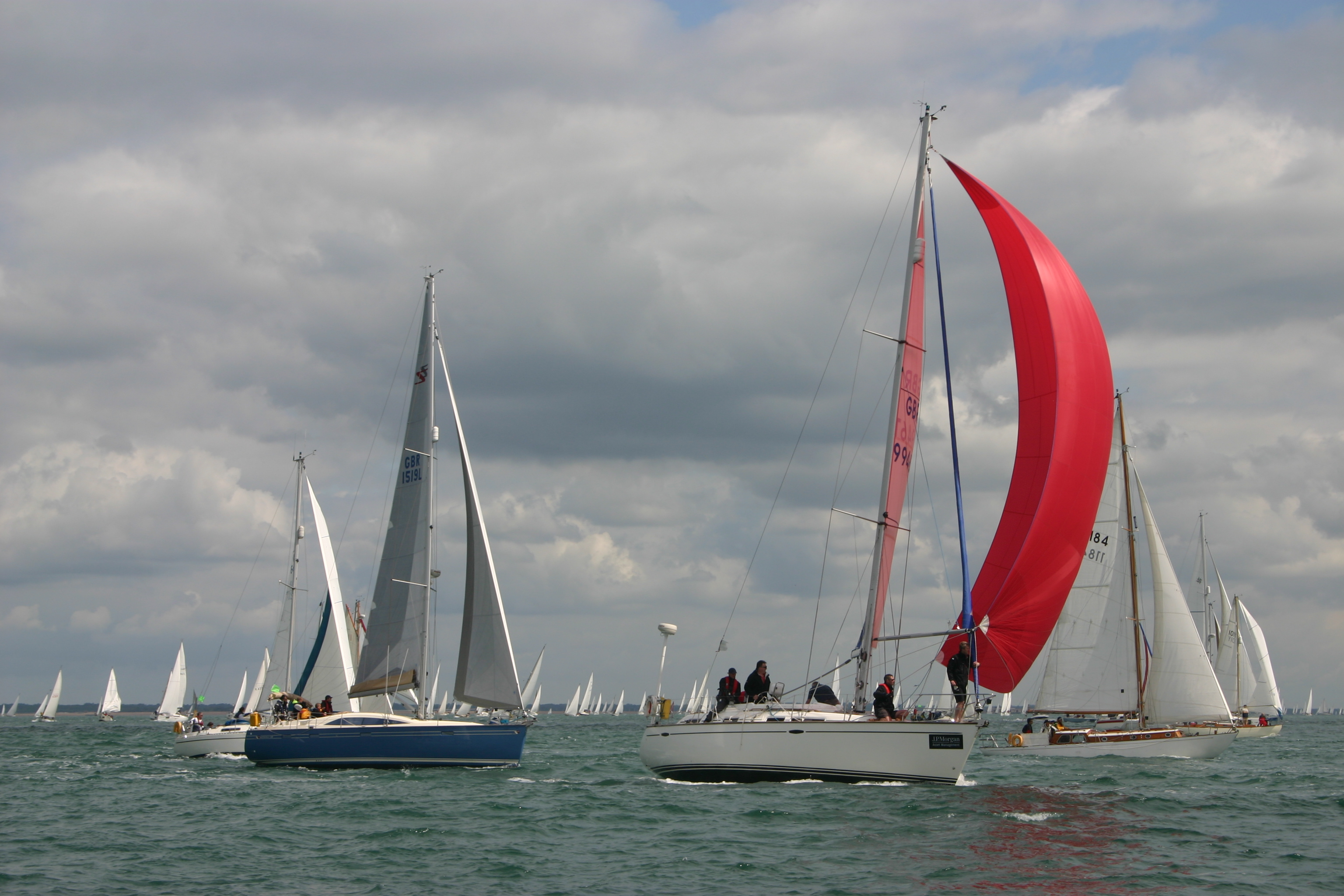
Yachten während des Round the Island Race, 2009

## Geschichte der Regatta

### 1930er und 1940er Jahre
Die ursprüngliche Idee für das „Round the Island Race“ des Island Sailing Club kam von dem Club-Mitglied Major Cyril Windeler.  Im Jahr 1930 schlug er ein Handicap-Rennen (Regatta nach berechneter Zeit) rund um die Isle of Wight vor, das für kleinere Boote geeignet sein sollte, damals Yachten der Kategorie 5 bis 25 Tonnen. Vielleicht machte er sich damals einen kleinen Scherz auf Kosten der Royal Yacht Squadron, die erklärt hatte, dass ihre Mitglieder eine Yacht mit mindestens 30 Tonnen besitzen müssten!
Das erste Rennen fand 1931 mit 25 Teilnehmern statt und es war tatsächlich eines der kleineren Boote, das gewann. Der erfolgreiche Skipper Peter Brett nahm in einem 22 Fuß langen kornischen Fischerboot Merry Conceit teil. Er hatte es zusammen mit seinem Freund Henry Trefusis von den Bauunternehmern in Looe für 45 Pfund gekauft. Die höchste Trophäe war damals wie heute der „Gold Roman Bowl“. Das Original war in einer Goldschmiede in der Nähe eines römischen Kais in London ausgestellt, denn es war aus der Themse bei Baggerarbeiten geborgen worden. Major Windeler gefiel das Design so sehr, dass er bei Bruce Benzie, einem Juwelier aus Cowes, eine Nachbildung anfertigen ließ.
Nach einem der ersten Rennen warf ein Teilnehmer dem Sieger Chris Ratsey und damaligen Rear Commodore vom „Island Sailing Club“ vor, dass Evenlode möglicherweise seine Yacht behindert habe. Also lehnte Ratsey, der sich wie ein wahrer Gentleman benahm, die Sieg-Trophäe natürlich ab. Major Windeler war von diesem fairen Sportsgeist so beeindruckt, dass er eine silberne römische Schale kaufte und sie Chris Ratsey als Sonderpreis überreichte. Dieser Preis wird immer noch verliehen, jetzt jedoch für die insgesamt zweitplatzierte Yacht im Round the Island Race. Chris Ratsey gewann 1938 fair und ehrlich den „Gold Roman Bowl“.
Erst mit Ausbruch des Zweiten Weltkrieges im Jahr 1939 gewann Major Windeler schließlich selbst die von ihm gestiftete Trophäe, als er einen von Jack Giles entworfenen 7-Tonnen-Hilfskutter Kalliste segelte. Kriegsbedingt folgte schnell ein Verbot des privaten Freizeitsegelns, aber das Round the Island Race wurde dann nach dem Frieden 1946 unter Major Sir Philip Hunloke als Kommodore des Island Sailing Club wieder aufgenommen.

### 1950er bis 1980er Jahre
In diesem Zeitraum stiegen die Teilnehmerzahlen stetig an, von 105 im Jahr 1950 auf 1.309 Mitte der 1980er Jahre. Im Jahr 1989, dem 100-jährigen Bestehen des Island Sailing Club, wurde eine hervorragende Beteiligung von 1.813 Teilnehmern verzeichnet, doch 2008 wurde mit einem Rekord von 1.875 Teilnehmern sogar dieser Wert übertroffen. Bis Mitte der 1970er-Jahre verlangte die Veranstaltung von den Rennleitern höchsten Einsatz, da es für den Zieldurchgang keine zeitliche Begrenzung gab. Mitglieder des Senior Island Sailing Club haben lebhafte Erinnerungen daran, wie sie bis lange nach Einbruch der Dunkelheit einsam in einer Barkasse Wache hielten und auf die Nachzügler warteten. Drei grüne Lichter an einem Mast, die von einer Autobatterie gespeist wurden, markierten die Ziellinie. Das ISC-Rennleitungsteam, zu Wasser und an Land, zählt mittlerweile über 160 Personen.

### Edward Heath Erfolge
Der ehemalige Premierminister war Edward Heath war ein begeisterter Anhänger des Segelsports. Er gewann das Round the Island Race viermal; drei davon in aufeinanderfolgenden Jahren in den frühen 1970er Jahren auf Morning Cloud II und Morning Cloud III. 1980 holte er sich mit Morning Cloud IV erneut die höchste Trophäe. Der „Gold Roman Bowl“ wurde nur zweimal von Frauen gewonnen – Mrs. Tobin mit Barbar im Jahr 1954 und Julia Dane mit Glass Onion im Jahr 1982.

## Rekorde

### Mehrrumpf-Klasse
Das Brechen von Rekorden ist zu einem wichtigen Merkmal des Rennens geworden, insbesondere seit der Einführung einer Mehrrumpf-Klasse im Jahr 1961. Der Streckenrekord wurde 1962 von Don Robertson mit 5 Stunden und 50 Minuten aufgestellt. Zum 50. Jahrestag des Rennens im Jahr 1986 nahm die Geschwindigkeit zu und Paragon, gesegelt von Mike Whipp und Olympiamedaillengewinner Rodney Pattison, flog in 3 Stunden 55 Minuten und 28 Sekunden um die Isle of Wight und stellte damit einen neuen Rekord auf. Dieser blieb bis 2001 bestehen, als Francis Joyon und Idec eine Zeit von 3 Stunden, 8 Minuten und 29 Sekunden erreichten – ein Rekord, der erst 2013 gebrochen wurde, als Ben Ainslie mit seinem AC45-Katamaran die erste Zeit unter drei Stunden erzielte mit einer Zeit von 2 Stunden 52 Minuten und 15 Sekunden. Drei Jahre später unterbot Lloyd Thornburg mit Phaedo^3 diesen Rekord um erstaunliche 30 Minuten, eine Zeit, die 2017 um 60 Sekunden unterboten wurde, als Ned Collier Wakefield das Rennen mit Concise 10 in nur 2 Stunden 22 Minuten und 23 Sekunden beendete.

### Einrumpfboot-Klasse
Der aktuelle Rekordhalter Mike Slade hat den Einrumpfboot-Rekord fünfmal gebrochen, erstmals 1991 mit der Ocean Leopard. 1996 war er auf der Hoya Longabarda um 23 Minuten besser und verbesserte sich 2001 mit der Skandia Life Leopard weiter auf 4 Stunden, 5 Minuten und 40 Sekunden. Die lebhaften Bedingungen im Jahr 2008 ermöglichten es ihm, seinen eigenen Rekord in ICAP Leopard erneut zu brechen, und die nahezu perfekten Bedingungen im Jahr 2013 ermöglichten es ICAP Leopard, ihren eigenen Rekord um weitere 10 Minuten zu verbessern mit einer Zeit von 3 Stunden, 43 Minuten und 50 Sekunden.

## Informationstechnologie
Die Informationstechnologie zur Rennauswertung wurde von Jahr zu Jahr stark verbessert. Ab 2010 kam die Einführung der GPS-Tracking mit einem Sender an Bord eines jeden Teilnehmers und der Start des eigenen Fernsehkanals für das Rennen, RTI-TV im Jahr 2015, der Segelfans auf der ganzen Welt ermöglicht, das Rennen online zu verfolgen. In dieser Zeit entwickelten sich soziale Medien auch zu einer beliebten Kommunikationsplattform bei der jüngeren Generation und boten eine schnelle und einfache Möglichkeit, die Kommunikation innerhalb der großen Round the Island Race-Community zu verbessern.

## Der besondere Reiz des Rennens
In den letzten Jahren hat sich das Round the Island Race zu einer beliebten Herausforderung für Segler aller Erfahrungs- und Fähigkeitsstufen entwickelt und lockt sowohl klassische Yachten wie die elegante J-Klasse Velsheda als auch hochmoderne, rekordverdächtige Prototypen an. Die olympischen Goldmedaillengewinner haben ihr Glück in den Klassen Sportsboat Rule und IRC versucht, während die großen alten Damen des Meeres, Suhaili, Gipsy Moth IV und Lively Lady, modernere Designs auf die Probe gestellt haben. Die ISC-Bewertungssystem-Abteilung für nicht bewertete Yachten übertrifft jetzt die regulären Regatten. Für einige dieser Segler ist dies ihr einziges Rennen des Jahres und viele nutzen die Veranstaltung als ersten Vorgeschmack auf den Yachtrennsport. Die Teilnehmer kommen von der gesamten Süd- und Ostküste Englands sowie aus Frankreich, Belgien, den Kanalinseln und darüber hinaus. Über das Ereignis wird in den Medien auf der ganzen Welt berichtet – von Brasilien bis Japan, von Ungarn bis Neuseeland.
Das Rennen verläuft oftmals getreu den ursprünglichen Zielen von Cyril Windeler, wobei kleine Boote, die vielleicht bis spät in die Nacht ins Ziel kommen, die Hauptpreise erringen, da die großen und schnellen Yachten den kleineren Zeit vergüten müssen. Dies war im Jahr 2005 der Fall, als der 1978 gebaute Vierteltonner Purple Haze für Skipper Tony Dodd der Trumpf war. Ein Jahr später gewann die Contessa 26 von Jeremy Rogers Rosina of Beaulieu als einziges Boot in der Geschichte des Rennens dreimal den Pokal „Gold Roman Bowl“.

## Besondere Starter
Zu den besonderen Teilnehmern, die den Kurs unter schwierigen Bedingungen absolvierten, gehörten die 81-jährige Wendy Ballantine, die an der 25., 50. und 75. Ausgabe der Veranstaltung teilnahm, und der 90-jährige Ray Moxley, der 2013 mit seinem neu gebauten revolutionären 40-Fuß-Katamaran an den Start ging.

## Bilder vom Round the Island Race

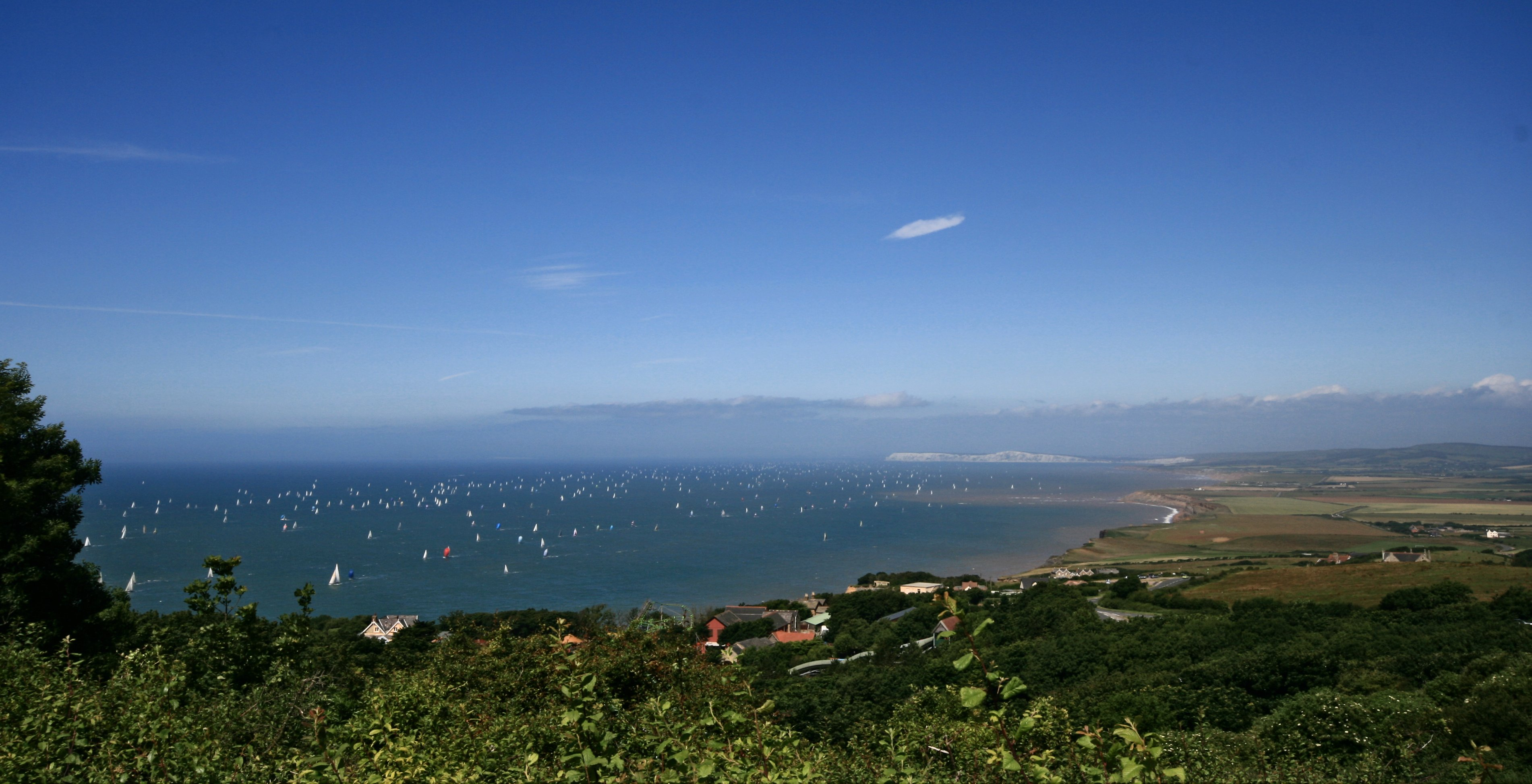
Das Round the Island Race 2008, gesehen vom Aussichtspunkt Blackgang (Isle of Wight), nordwestlich in Richtung der Needles
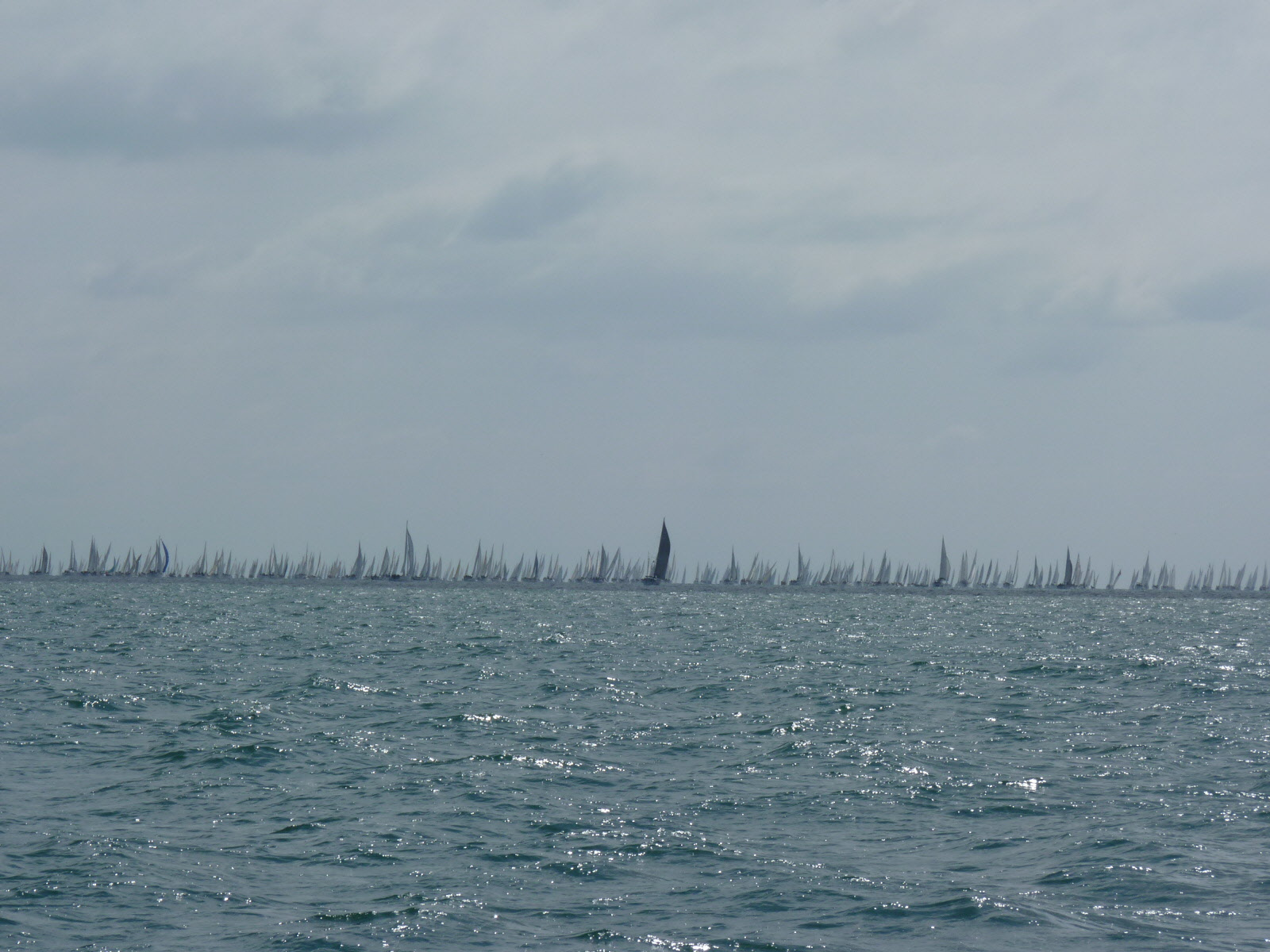
Einige der 1700 Yachten im Round the Island Race, 2010
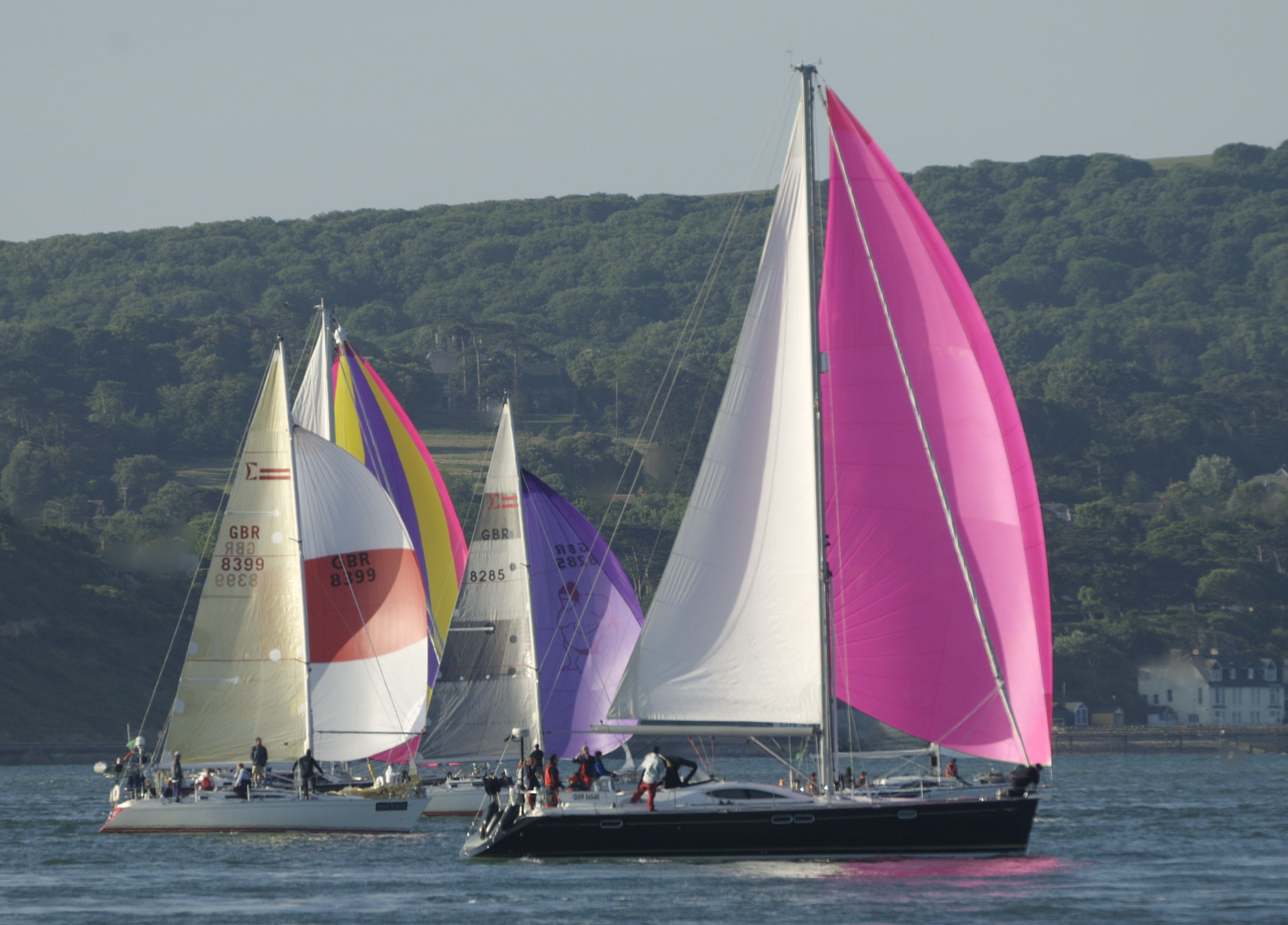
Yachten unter Spinnaker während des Round the Island Race, 2010
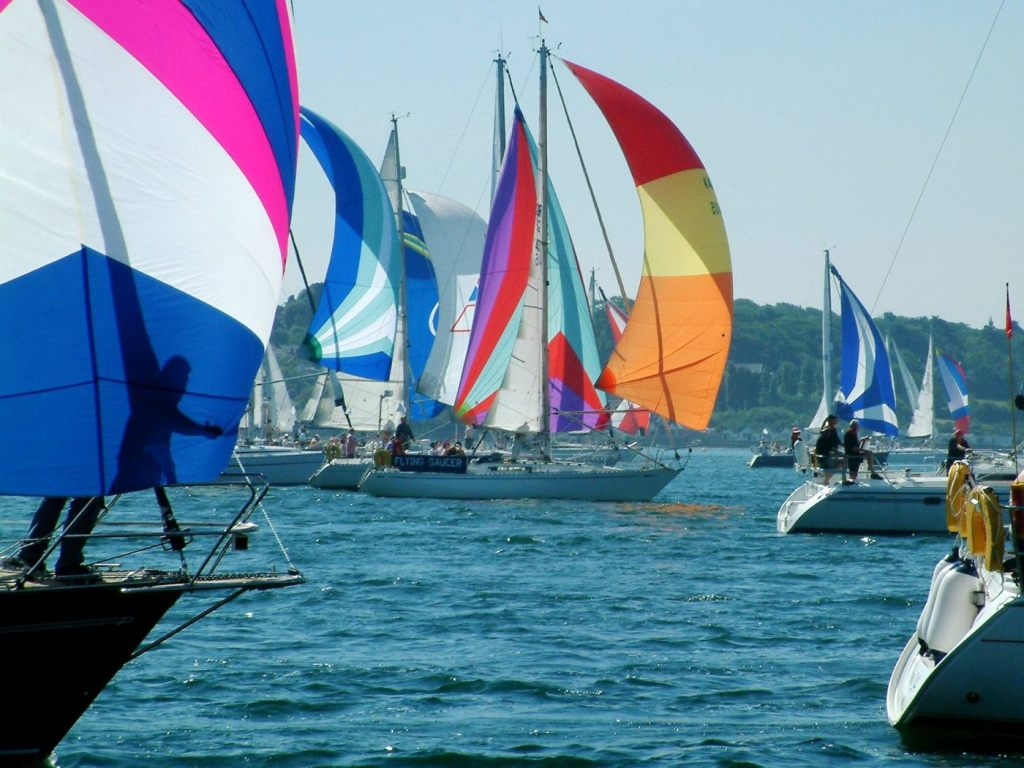
Yachten unter Spinnaker im Solent, bei Newtown (Isle of Wight), 2010
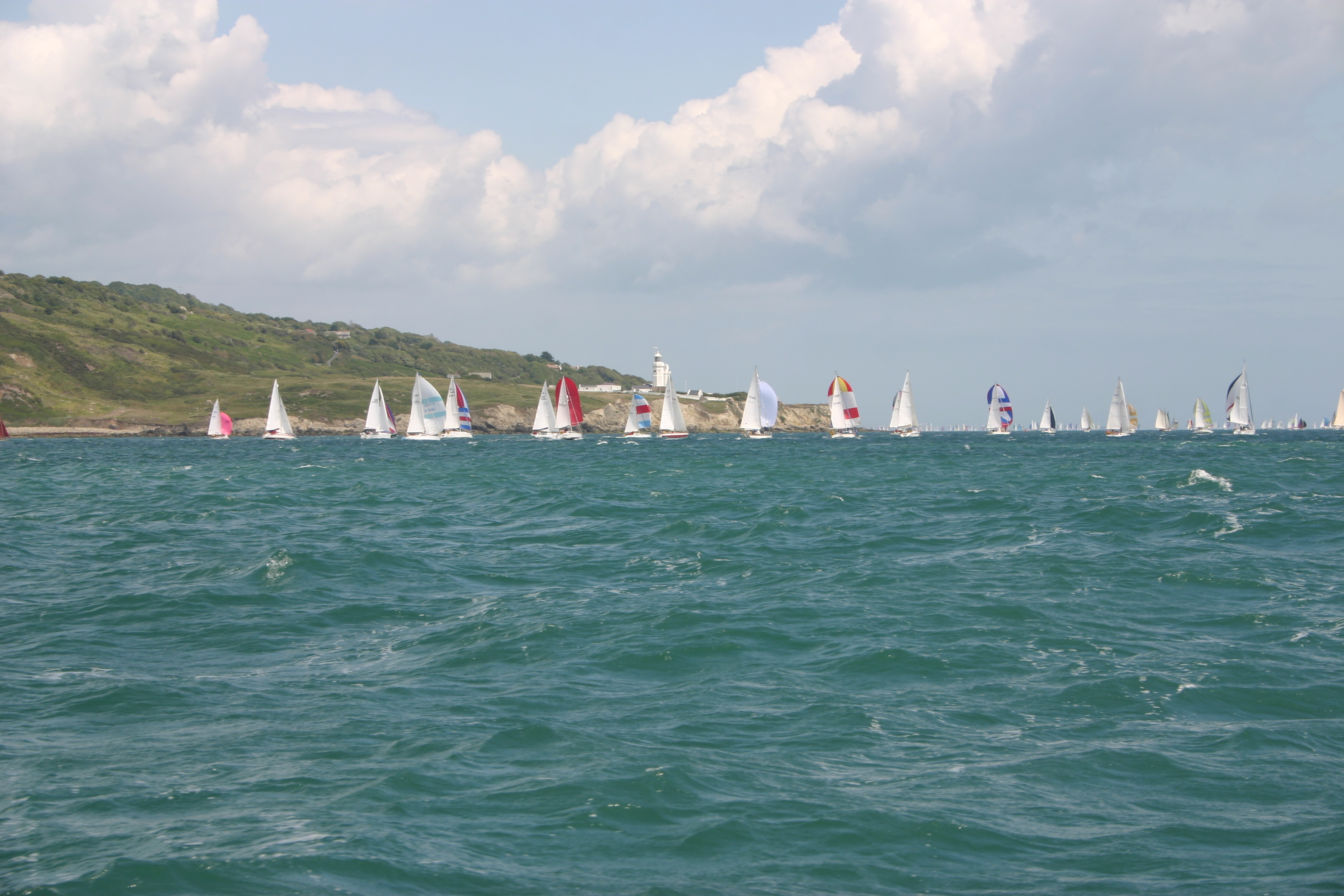
Yachten bei St Catherine's Lighthouse, (Isle of Wight), 2009
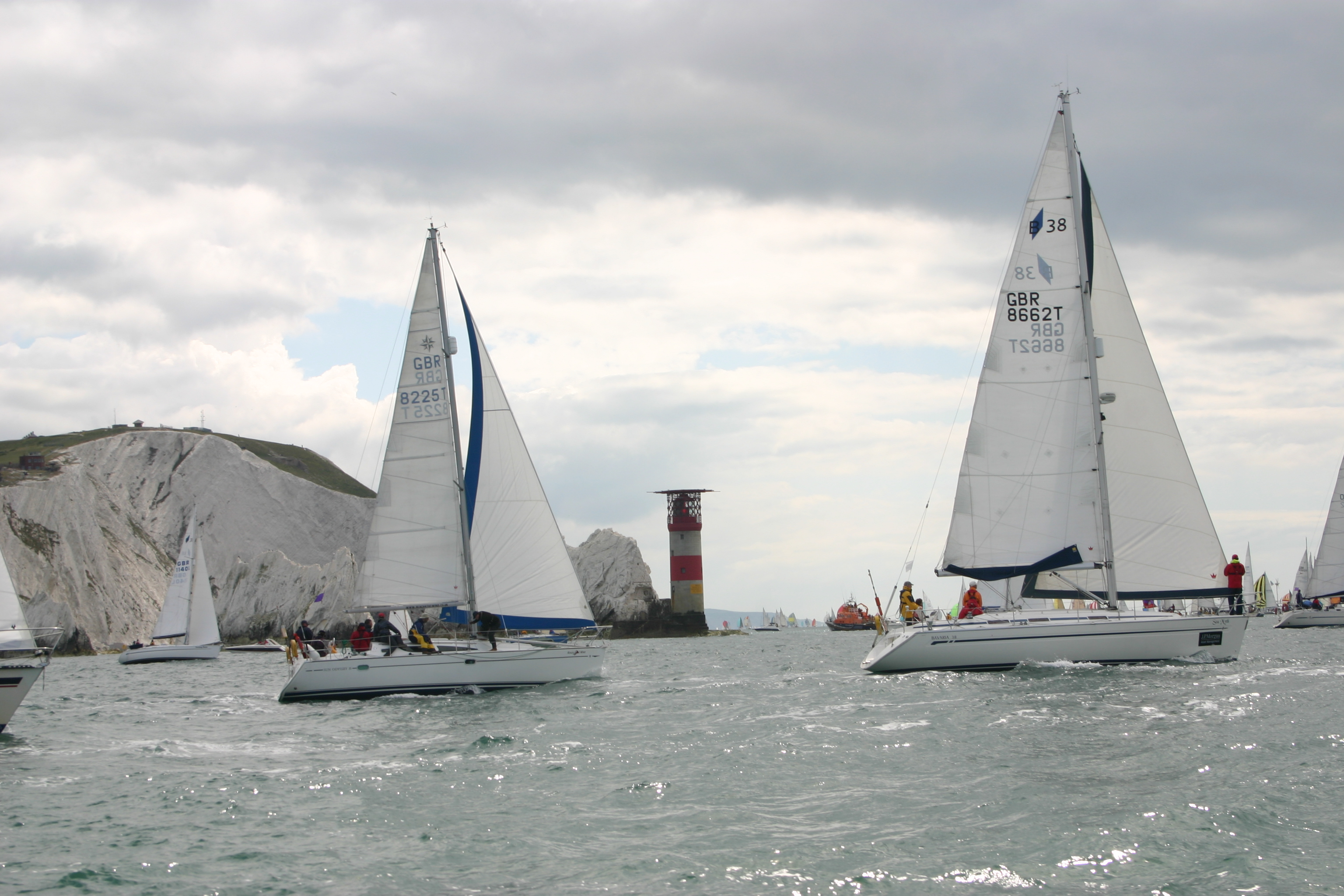
Yachten runden die Bahnmarke Needles Lighthouse, 2009